# Encarsia brahmsi
Encarsia brahmsi is een vliesvleugelig insect uit de familie Aphelinidae. De wetenschappelijke naam is voor het eerst geldig gepubliceerd in 1933 door Girault.